# Ливьерес Банкс, Хорхе Адольфо Карлос
Хорхе Адольфо Карлос Ливьерес Банкс (исп. Jorge Adolfo Carlos Livieres Banks, 22 февраля 1929, Асунсьон, Парагвай — 17 декабря 2018) — парагвайский католический прелат, третий епископ Энкарнасьона с 24 июля 1987 года по 5 июля 2003 года.

## Биография
Родился 22 февраля 1929 года в Асунсьоне, Парагвай. 22 декабря 1956 года был рукоположен в священники для служения в архиепархии Асунсьона.
12 октября 1976 года папа Павел VI назначил Хорхе Ливьереса Банкса вспомогательным епископом архиепархии Асунсьона и титулярным епископом Утиммиры. 25 ноября 1976 года состоялось рукоположение в епископы, которое совершил архиепископ Асунсьона Исмаэль Блас Ролон Сильверо в сослужении с епископом Вильяррики-дель-Эспириту-Санто Бенитес Авалос, Фелипе СантьягоФелипе Сантьяго Бенитесом Авалосом и епископом Сан-Хусто Хорхе Карлосом Каррерасом.
24 июля 1987 года папа Иоанн Павел II назначил Хорхе Ливьереса Банкса прелатом территориальной прелатуры Энкарнасьона. 19 апреля 1990 года территориальная прелатура Энкарнасьона преобразована в епархию и Хорхе Ливьерес Банкс получил сан епископа Энкарнасьона.
В 1990—1994 и 1999—2002 годах председатель Конференции католических епископов Парагвая.
Подал в отставку 5 июля 2003 года.